# Марк Титий Фруги
Марк Титий Фруги (на латински: Marcus Tittius Frugi) е сенатор на Римската империя през 1 век.
През 68/69 г. е легат на XV Аполонов легион в Сирия. През 80 г. той е суфектконсул заедно с Тит Виниций Юлиан.